# Avocatul diavolului (film din 1996)
Avocatul diavolului este un film de crimă regizat de Gregory Hoblit după un scenariu de Ann Biderman[*]. A fost produs în Statele Unite ale Americii de studiourile Paramount Pictures și a avut premiera la 3 aprilie 1996, fiind distribuit de Paramount Pictures. Coloana sonoră este compusă de James Newton Howard. Cheltuielile de producție s-au ridicat la 30.000.000 de dolari americani. Filmul a avut încasări de 102.600.000 de dolari americani.

## Rezumat
Strălucitul avocat  Martin Vail decide să-l apere pe băiatul bâlbâit din corul bisericii, Aaron Stampler, de nouăsprezece ani, care a fost acuzat că l-a ucis pe arhiepiscopul din Chicago Richard Rushman cu șaptezeci și opt de lovituri de cuțit.
Martin este singura persoană care crede în inocența băiatului, în ciuda faptului că fiecare dovadă adunată la locul crimei îl arată pe Aaron ca singurul suspect și participant la crimă. Aaron are scurte pierderi de memorie de la doisprezece ani și, prin urmare, nu reușește să spună avocatului său ce s-a întâmplat, dar spune doar că a văzut o „a treia persoană” înainte de crimă.
Începe cel mai așteptat proces al momentului, iar acuzarea lui Aaron este condusă de un prieten apropiat al arhiepiscopului Rushman, procurorul de district John Shaughnessy; iar procurorul este o fostă iubită a lui Martin, Janet Venable.
În cursul anchetei, apar noi dovezi care pot da motivul crimei: Arhiepiscopul Rushman l-a forțat pe Aaron să aibă relații sexuale cu prietena sa, Linda Forbes, în compania lui Alex, un prieten de-al lor.
În timpul unui al doilea interogatoriu, Aaron mărturisește că Rushman i-a forțat să întrețină relații sexuale cu scuza că le-ar purifica sufletele. Când a refuzat inițial, arhiepiscopul a amenințat că îi va trimite înapoi să cerșească pe stradă.
Martin îl supune pe Aaron unor sesiuni de analiză psihiatrică sub îndrumarea medicului Molly Arrington și din ședințe se descoperă că băiatul suferă de disfuncții multiple ale personalității: în momentele de amnezie se manifestă o identitate agresivă care se numește Roy.
Molly îl interoghează pe băiat când acesta devine Roy și acesta își mărturisește crima. Motivul constă în faptul că a doua personalitate a lui Aaron nu putea suporta abuzurile din partea arhiepiscopului.
Sosește ziua procesului decisiv. Martin încearcă să-l salveze pe Aaron de pedeapsa capitală arătând judecătorului înregistrările sesiunilor și apoi invocând nebunia.
Aaron, copleșit de întrebările acuzării, își dezvăluie dubla personalitate, luând-o pe procurorul Janet de gât. Juriul, uimit de incident, este de acord ca Aaron să fie închis pentru o perioadă de o lună într-un spital de psihiatrie.
În cele din urmă, în timpul unei întâlniri cu Martin în celula în care este închis, Aaron este demascat: se dovedește că, pentru ca toți să creadă că are o boală mintală și a evita astfel procesul împotriva lui, băiatul a inventat și a exploatat personalitatea băiatului bâlbâit și neîndemânatic pentru a-și ascunde „adevărata natură”, reprezentată de Roy; după care Martin, neconsolat și afectat, părăsește instanța.

## Distribuție
Rolurile principale au fost interpretate de actorii:
- Richard Gere - Martin Vail
- Edward Norton - Aaron Stampler/Roy
- Laura Linney - Janet Venable
- John Mahoney - John Shaughnessy
- Alfre Woodard - judecător Shoat
- Frances McDormand - Dr. Molly Arrington
- Reg Rogers - Jack Connerman
- Terry O'Quinn - Bud Yancy
- Andre Braugher - Tommy Goodman
- Steven Bauer - Joey Pinero
- Joe Spano - Abel Stenner
- Tony Plana - Martinez
- Stanley Anderson - arhiepiscop Rushman
- Maura Tierney - Naomi Chance
- Jon Seda - Alex
- Kenneth Tigar - Weil